# Incze Antal
Incze Antal (Marosludas, Torda-Aranyos vármegye, 1898. március 9. – 1947 után) szemészorvos, egyetemi tanársegéd, országgyűlési képviselő.

## Élete
1898-ban született a Torda-Aranyos vármegyei Marosludason, Incze Antal és Kiss Berta római katolikus szülők gyermekeként. Középiskolai tanulmányait Kolozsvárott folytatta, az ottani kegyesrendi gimnáziumban, majd a szegedi Ferenc József Tudományegyetem orvostudományi karán tanult tovább. Az első világháború alatt tizennyolc hónapot töltött a fronton, közben – 1917-ben – részt vett a galíciai előrenyomulásban, később pedig az olasz hadszíntéren a Hétközség (Sette Comune) fennsíkján zajlott harcokban. A háború végén tartalékos hadnagyként, több kitüntetéssel szerelt le. A háború utáni időszakban élénk nemzeti tevékenységet fejtett ki az erdélyi ifjúság sorában, vezető szerepet vállalt az ellenforradalmi jellegű felsőoktatási diákmozgalmakban; ő volt a Székely Egyetemista és Főiskolai Hallgatók Egyesülete (SZEFHE) egyik alapítója és szegedi szervezetének első vezetője.
1922-ben orvosi oklevelét is megszerezte, ami után a szegedi szemklinikán kezdte meg szakmai pályáját, gyakornokként; 1924-ben ugyanott első tanársegéd lett. 1927-ben – már mint szemész szakorvost – az Országos Társadalombiztosítási Intézet (OTI) budapesti központi rendelőintézetébe nevezték ki osztályvezető orvosnak. 1929-ben kivándorolt a brazíliai Porto Alegrébe, ahol hét éven át vezetett magánorvosi praxist; egyidejűleg tudományos kutatómunkát is végzett, a szakmájában előforduló trópusi megbetegedések vizsgálata tárgyában.
1936-ban visszatért Magyarországra és korábbi OTI-állását is elfoglalhatta, illetve számos szakmai szervezetnek is tagja lett. A német orvosi kamara meghívására 1937-ben hosszabb utazás keretében tanulmányozhatta az ottani egészségügyi és szociális intézmények működését. 1938-ban az országos politikába is bekapcsolódott, Imrédy Béla akkori miniszterelnök megbízásából, mint a Magyar Élet Mozgalom egyik szervezője. Az 1939. évi általános választásokon a váci választókerületben indult el országgyűlési képviselőjelöltként és mandátumot is szerzett, a Magyar Élet Pártja színeiben.
Ő volt – Rajniss Ferenc mellett – annak az interpellációs tervezetnek a benyújtója, melynek célszemélye Nagy Vilmos honvédelmi miniszter volt: egyrészt azt kifogásolták, hogy két részvénytársaságnál meglévő igazgatótanácsi tagságát átadta fivérének, Nagy Bélának, s ezt összeegyeztethetetlennek tartották a miniszteri tisztséggel, másrészt azt, hogy Nagy Béla felesége zsidó származású. A készülő interpelláció hírére Nagy Vilmos tájékoztatta a miniszterelnököt és a kormányzót a személye ellen indított támadásról –  melyről úgy vélte, hogy hátterében Németország akciója állhat – és felajánlotta lemondását, amit azonban nem fogadtak el. Az interpelláció végül nem hangzott el a tervezett, 1943. május 4-i időpontban, az ülést elnapolása miatt, ettől függetlenül a szövegét szélsőjobboldali szervezetek nyomtatásban széles körben igyekeztek terjeszteni.

## Magánélete
1925. június 9-én Budapesten feleségül vette Koch Anna Máriát, akitől 1941-ben elvált. 1941. szeptember 13-án Budapesten házasságot kötött Fazekas Zsuzsanna Erzsébettel.